# 모바일롬
모바일롬 (Mobilome) 은 게놈의 유동적인 유전적 요소 전체를 부르는 말이다. 게놈안에서 이동할 수 있는 요소들은 진핵세포에서 모바일롬의 주요 구성요소들이다. 반면에 원핵세포에서는, 프로파지나 플라스미드와 같은 게놈 사이를 이동할 수 있는 유동적 유전적 요소들 또한 모바일롬의 중요한 부분이다.

## 참고 문헌
- Barkay, T. and Smets, B.F. 2005. Horizontal gene flow in microbial communities. ASM News 71: 412-419.(PDF)
- Frost, L.S. et al., 2005. Mobile genetic elements: the agents of open source evolution. Nat. Rev. of Microbiology 3: 722-732.